# 1:a gången
1:a gången är en sång skriven av Magnus Uggla och Anders Henriksson, och ursprungligen inspelad av Magnus Uggla 1993 på albumet Alla får påsar. Sången är skriven ur ett perspektiv där jag-personen talar till en liten flicka, och uppmanar henne till att inte ha bråttom över att växa upp och längta efter att bli äldre, eftersom det sker ändå. Sången handlar om Magnus Ugglas dotter Agnes, som var den som längtade efter att bli stor.
Miss Li tolkade sången i Så mycket bättre 2012, och hennes version togs även med på programmets officiella samlingsalbum och på hennes album Wolves från 2013. Hennes version nådde en 19:e-plats på den svenska singellistan.
2013 spelades den in av dansbandet Drifters på albumet Jukebox.

## Listplaceringar

### Miss Lis version
| Lista (2012-2013) | Topplacering |
| ----------------- | ------------ |
| Sverige           | 19           |